# フォード・カーゴ
カーゴ（Cargo）は、フォード・モーターによって1981年から製造・販売されるキャブオーバー型中型および大型トラックである。同社の大型トラック、トランスコンチネンタルの後継車種としてイギリス・フォードによって設計され、1986年に北米市場に導入された。北米市場では同社の中型トラック、Cシリーズの後継車種にあたる。
また、カーゴは複数のブランドで販売された。欧州ではイヴェコ・フォードブランドで販売され、後にイヴェコ・ユーロカーゴとなる。北米では1997年にフォードの大型トラック部門がフレイトライナー・トラックスへの売却が影響し、2007年までフレイトライナーブランドとスターリングブランドで販売された。
カーゴは1981年から1993年にかけてラングレー工場でフォード・UKによって生産され、1981年から2019年にかけてフォード・ブラジル（1986年から1990年にかけてはアメリカ合衆国産）によっても生産された。1991年から1997年にかけてケンタッキー・トラックス（北米市場の場合はフォード・ブラジル産）によっても生産された。現在はフォード・オトサンによって生産される。

## デザイン
1981年の初期型は、フォード・シエラやルノー・トゥインゴなどを担当していたフランスのデザイナー、パトリック・ルケマンがデザインした。デザインは、パトリック・ルケマンとウーヴェ・バーンセンがリーダーシップを務め、エスコートマーク3やコーティナ80などに採用されているエアロフローグリルを採用し、欧州でのグリルの統一化を図った。その他デザインの特徴としては、三角窓が特徴的なデザインとなった事が挙げられる。理由としては、トラック特有の死角の視野を広げる事が主な理由である。この様なデザインは、ボルボ・FLなどに見受けられる。

## 歴史
1981年にイギリスで同社の中型トラック、Dシリーズの後続車種としてデビュー。バークシャーのラングレー工場で生産を開始した。トルコとオーストラリアなどに輸出も開始され、ブラジルでは現地生産を開始し、アメリカ合衆国にはCシリーズの後続車種として販売が開始された。7.49トン（7.5トン）から18トン車まで用意されており、ベースモデルとなる7.49トン車は4気筒および6気筒のドーセットエンジンやドーバーエンジンが設定された。1982年にはトラック・オブ・ザ・イヤー賞を受賞した。
1983年にトランスコンチネンタルが生産終了となり、大型クラスをカバーする為、28トンから38トン車が追加された。エンジンは28トンから32トン車がカミンズやパーキンス製、ドイツ製空冷式ディーゼルエンジン、38トン車がカミンズ・L10型エンジンが設定された。このエンジンは4気筒と6気筒仕様があった。
1986年にフォードが欧州におけるトラック部門をイタリアのイヴェコに売却し、以降に製造されたカーゴはイヴェコ・フォードのエンブレムを装着し、イヴェコ・フォード・カーゴとして販売された。なお、1993年に7.5トンから18トン車を用意したイヴェコ・ユーロカーゴが登場、フォードから独立した事に加え、1990年代の経営不振に伴い、1997年10月にラングレー工場が閉鎖され、欧州におけるフォードのトラック部門は幕を閉じた。
一方、他国では生産と販売は拡大され、ブラジルとアルゼンチン（1999年から2000年にかけて、カーゴ1722のみ）、ベネズエラ（フォード・トレーダーとも呼ばれる）の支社とトルコのフォード・オトサン、インドのアショック・レイランド（eコメットおよびスタリオンとして）、フライトライナー・トラックスがスターリング・カーゴおよびフライトライナー・FC70/80として生産しており、スターリングブランドが廃止されるまで生産されていた。2012年にはブラジルやトルコなどでフルモデルチェンジした新型カーゴがデビュー・販売されており、従来の旧型カーゴも現地改良され並行販売されている。
2019年には後継車種にあたるF-Maxがデビューし、カーゴは大型クラスが廃止された。
アメリカ合衆国では1985年後半、1986年モデルイヤーでデビュー。1957年以来大きな変更は一切無く販売されていたCシリーズの後継車種で、カーゴは段階的に市場に導入された。ブラジル市場からのノックダウン生産方式で生産され、カーゴはアメリカ市場におけるケンタッキー州ルイビル外で生産された初のフォード製トラックとなった。Cシリーズの廃止後、カーゴは1991年にケンタッキー州ルイビルのケンタッキー・トラックス工場に移転した。
1997年にフォードの大型トラック部門がフレイトライナー・トラックスに売却され、以降のカーゴはフレイトライナーが生産を担当する事となり、フレイトライナー・FC/スターリング・SCに改称された。生産はノースカロライナ州マウント・ホーリーのフレイトライナー工場に移転した。フレイトライナー・FC/スターリング・SCは、2007年モデルイヤーを最後に生産終了となった。
2006年にはナビスター・インターナショナルとの合弁事業の一環としてフォード・LCFが北米市場に導入された。カーゴの直接的な後継車種ではないが、いすゞ・Nシリーズ、シボレー/GMC・Wシリーズ、三菱ふそう・キャンターと競合するクラスであった。なお、市場の反応は悪く、LCFおよびインターナショナル・CF/シティスターは2009年に市場から撤退した。

## モータースポーツ
1985年と1987年にロッド・チャップマンがFIAヨーロッパトラックレーシング選手権で優勝し、ジェラール・キュイネは1988年に同レースで優勝した。

## 画像

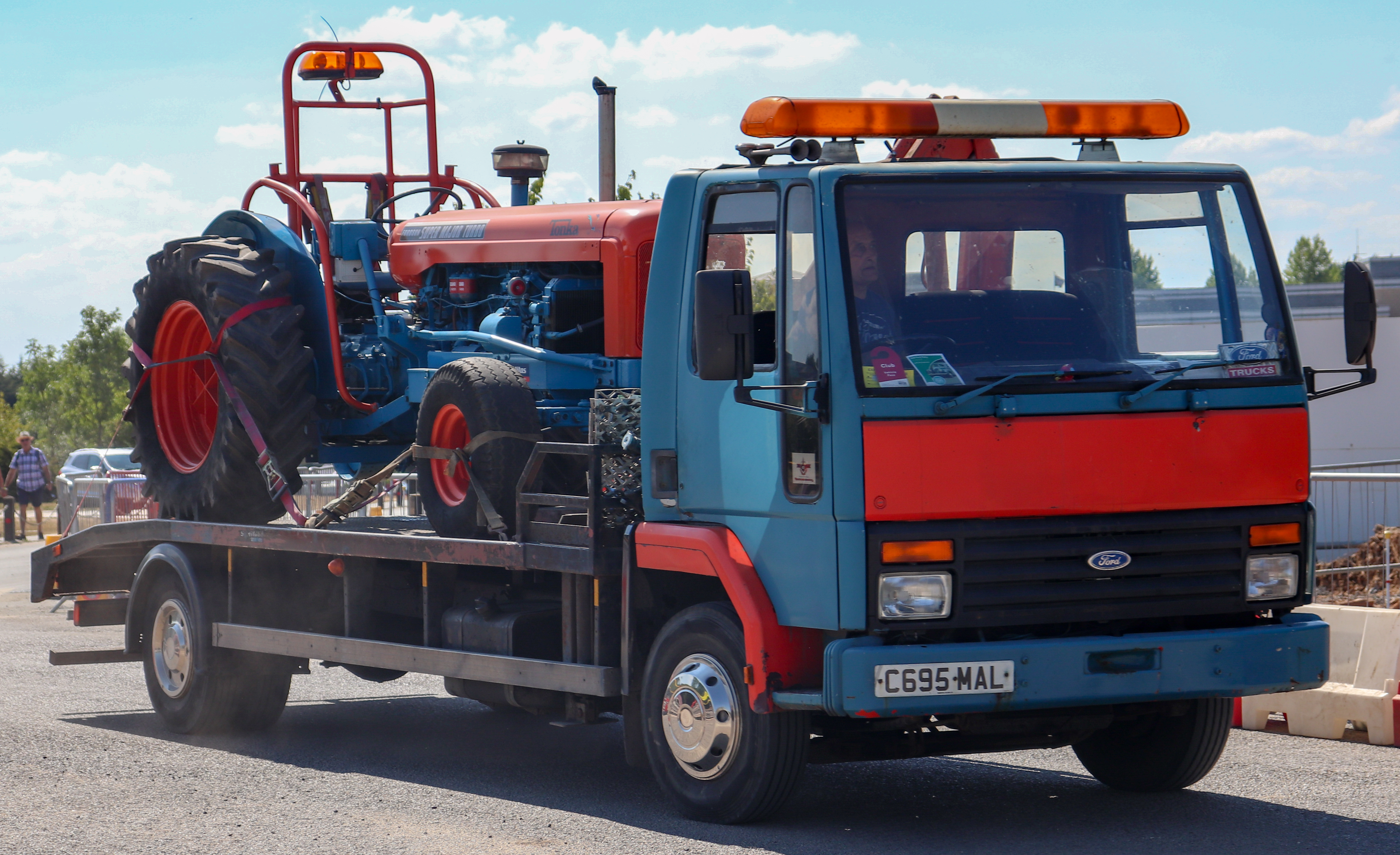
1985年型カーゴ
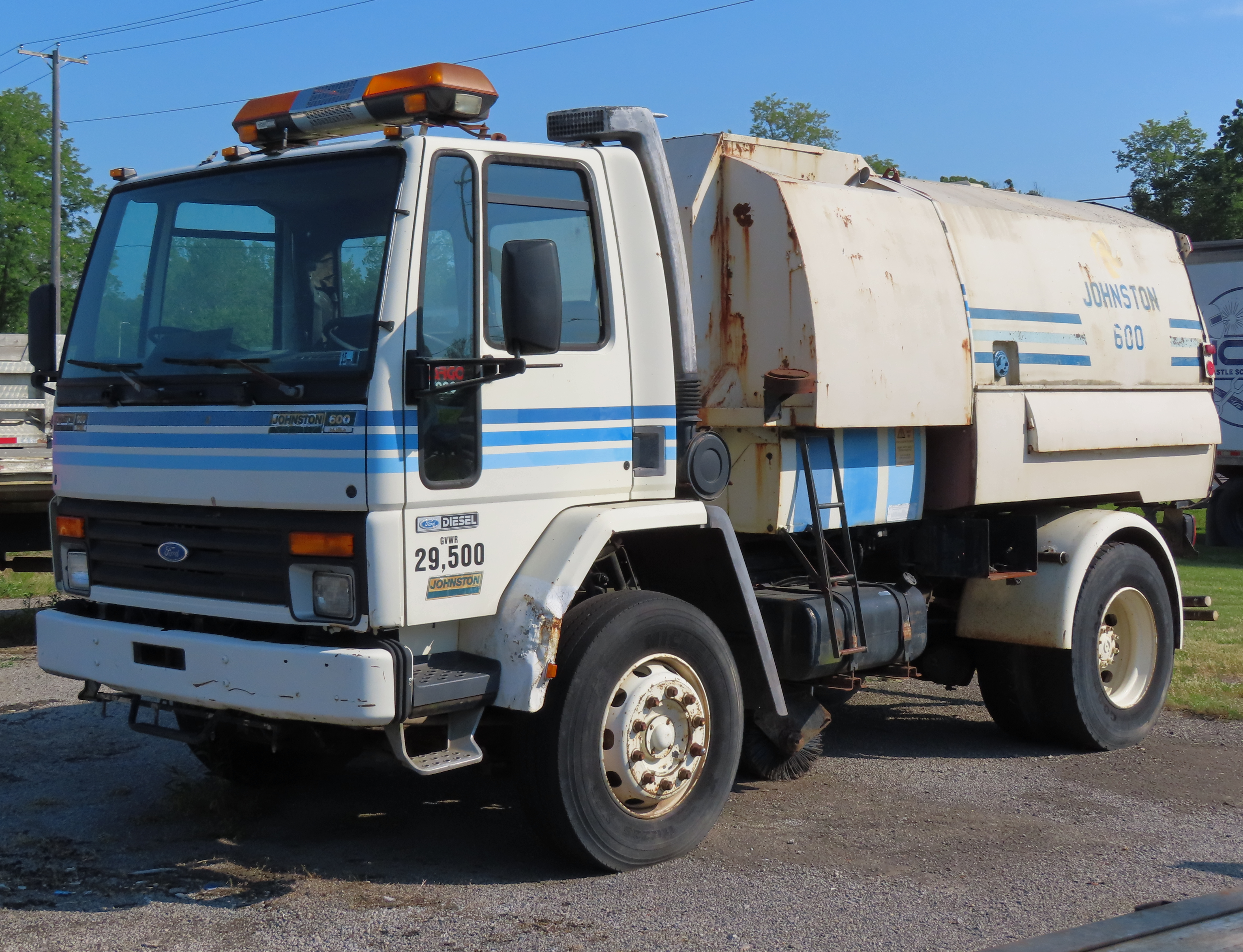
1986年から1993年型フォードカーゴCF-7000型
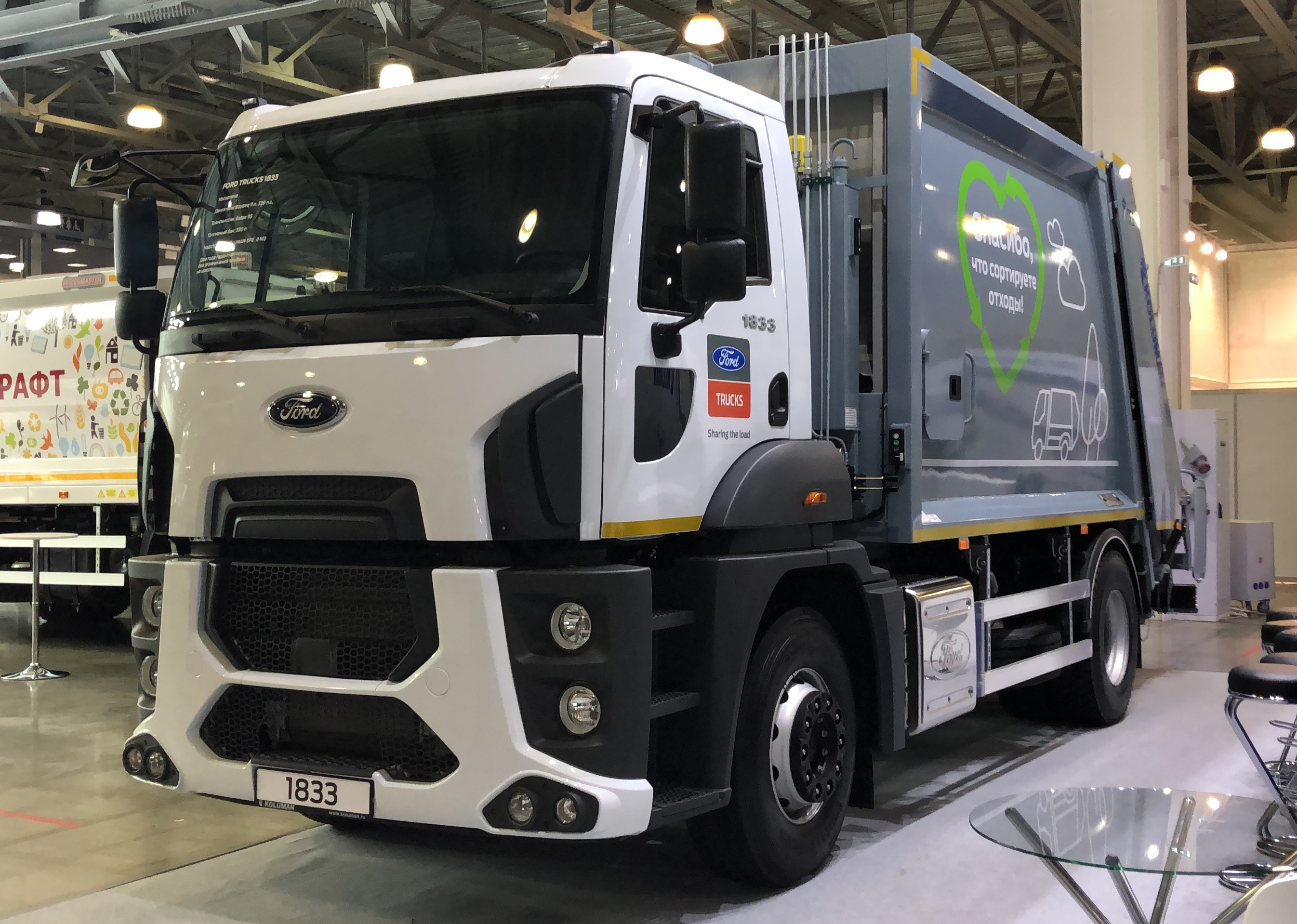
カーゴ1833型
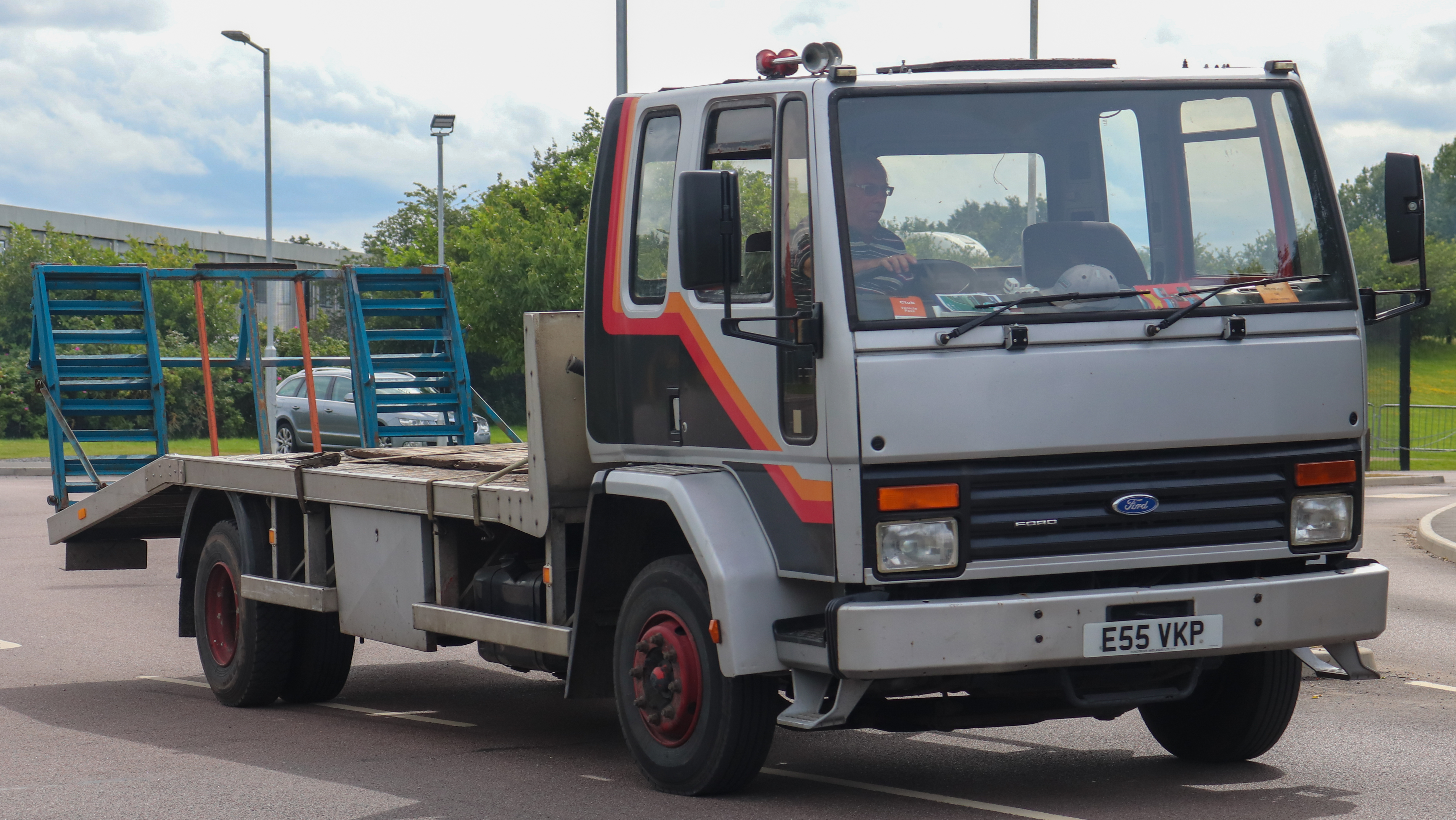
1988年型イヴェコ・フォード製カーゴ
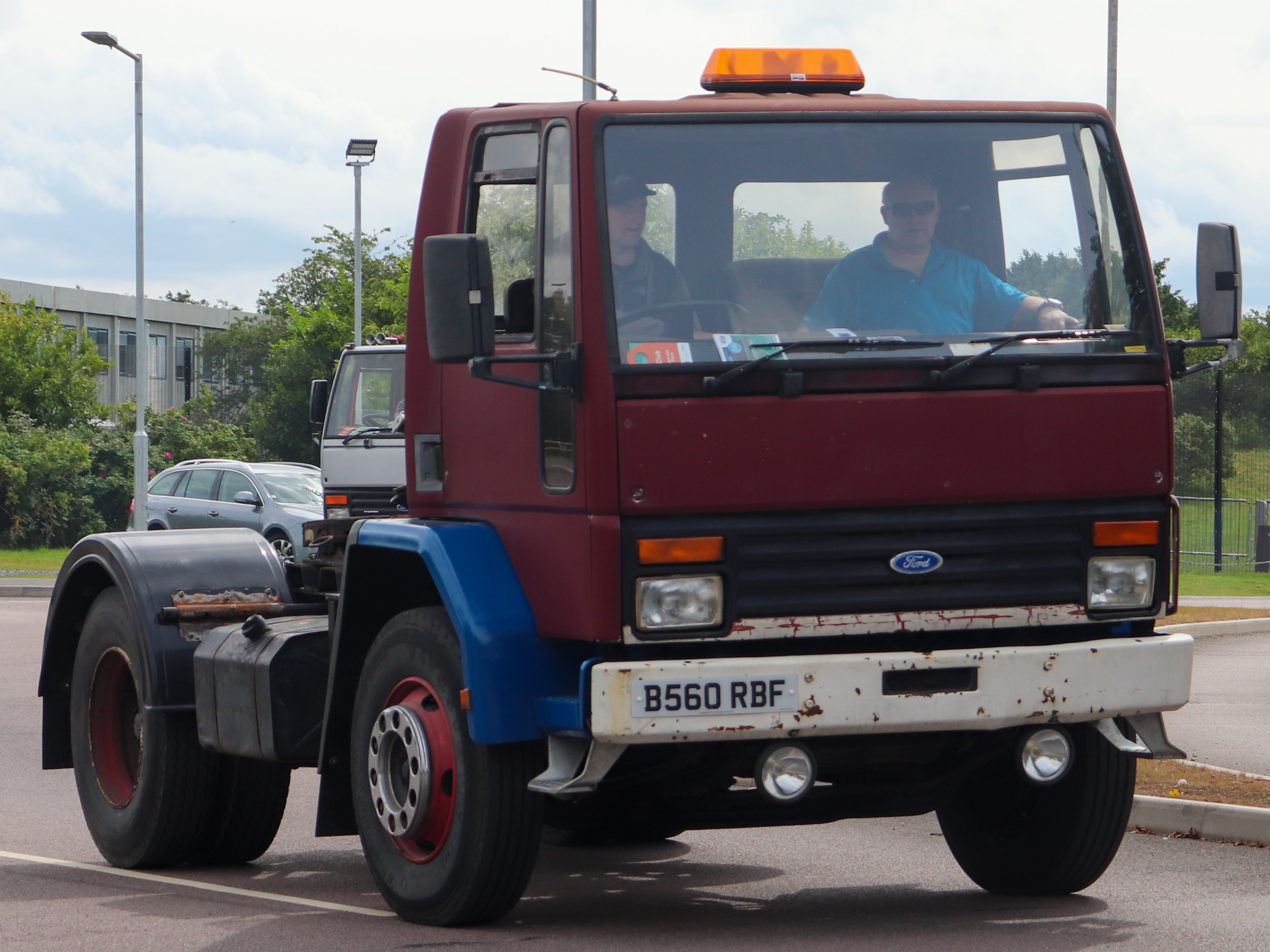
1985年型カーゴ1615 6.0型
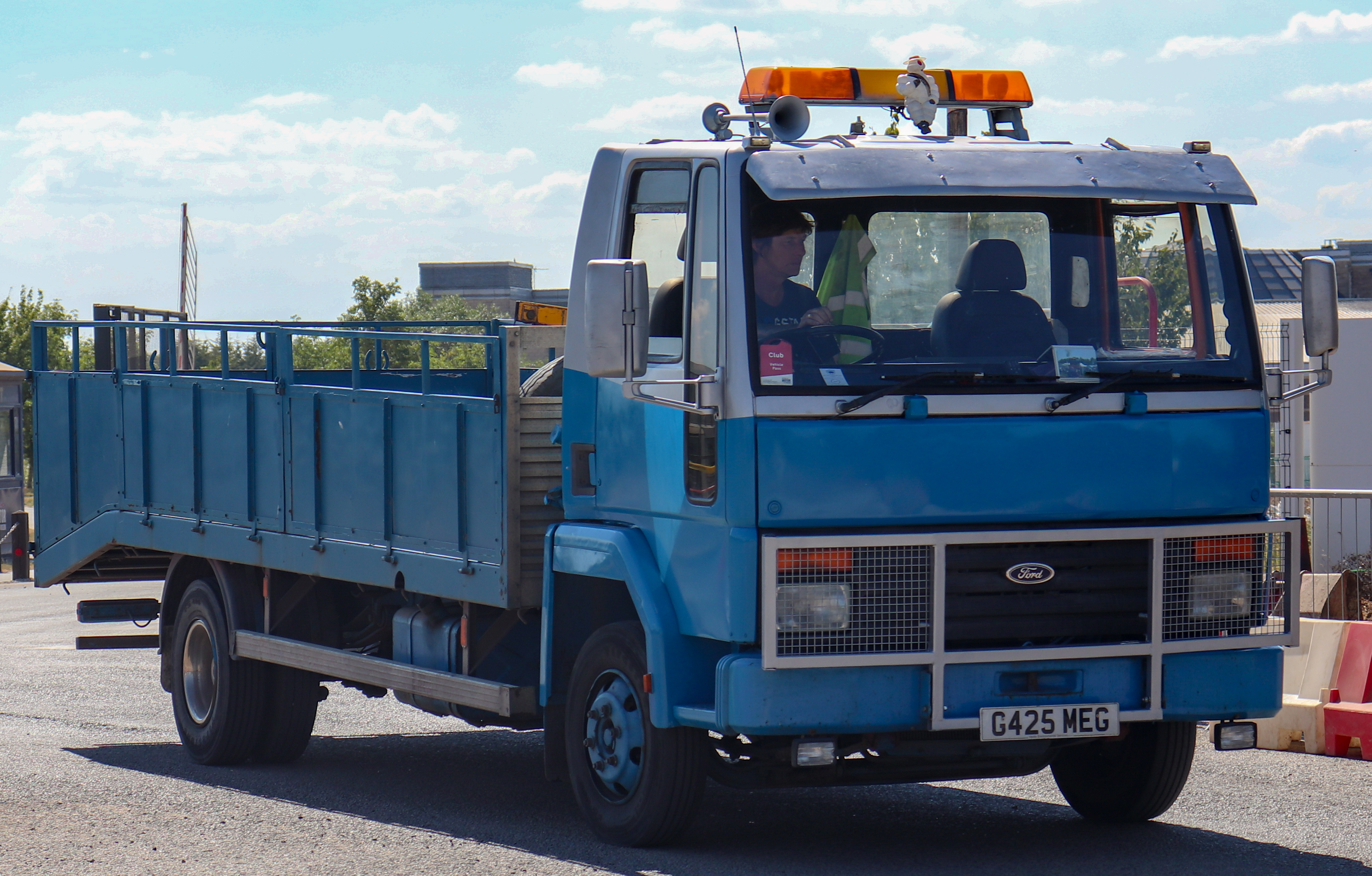
1990年型イヴェコ・フォード製カーゴ6.2型
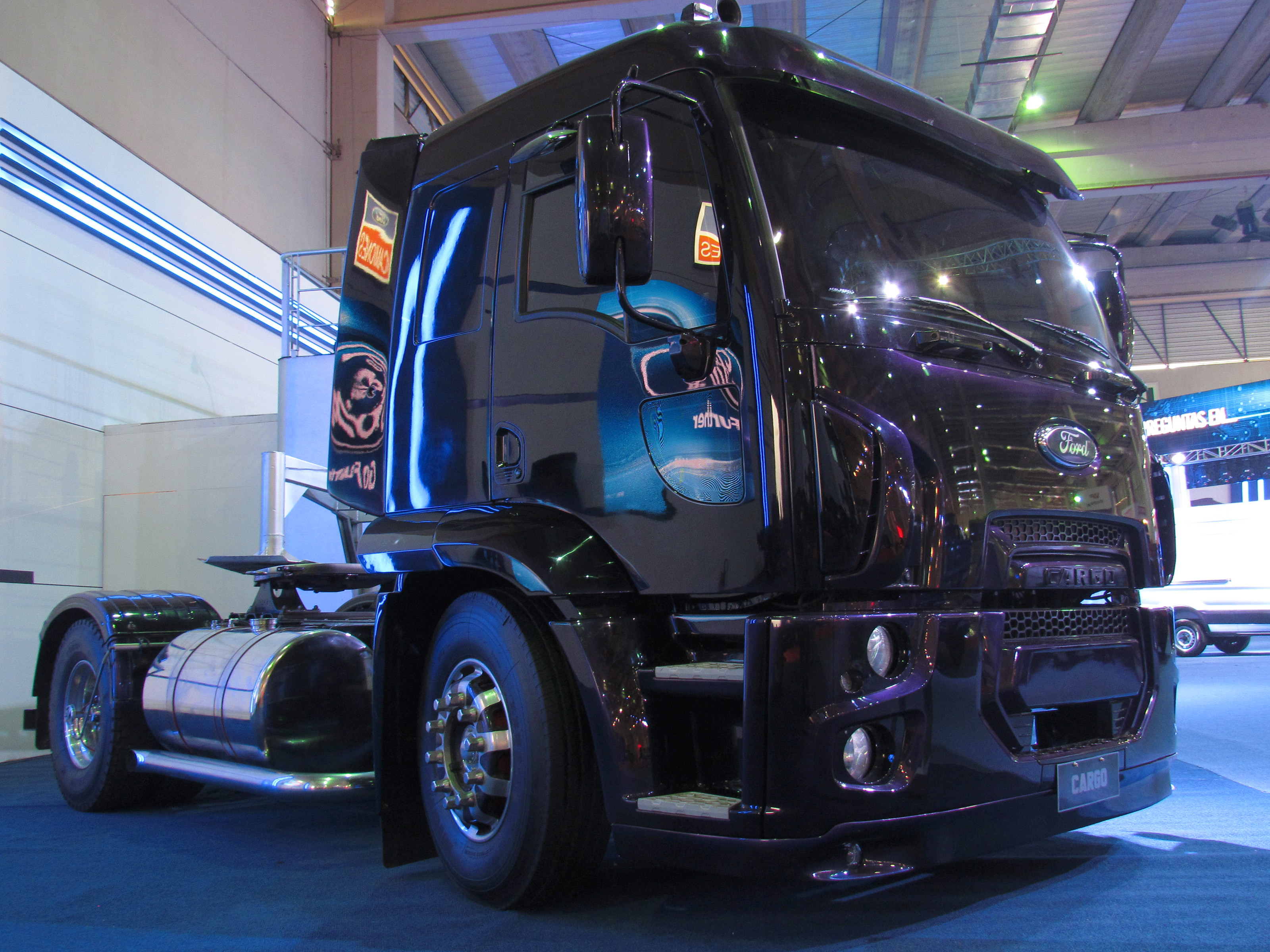
2014年型カーゴ1933型
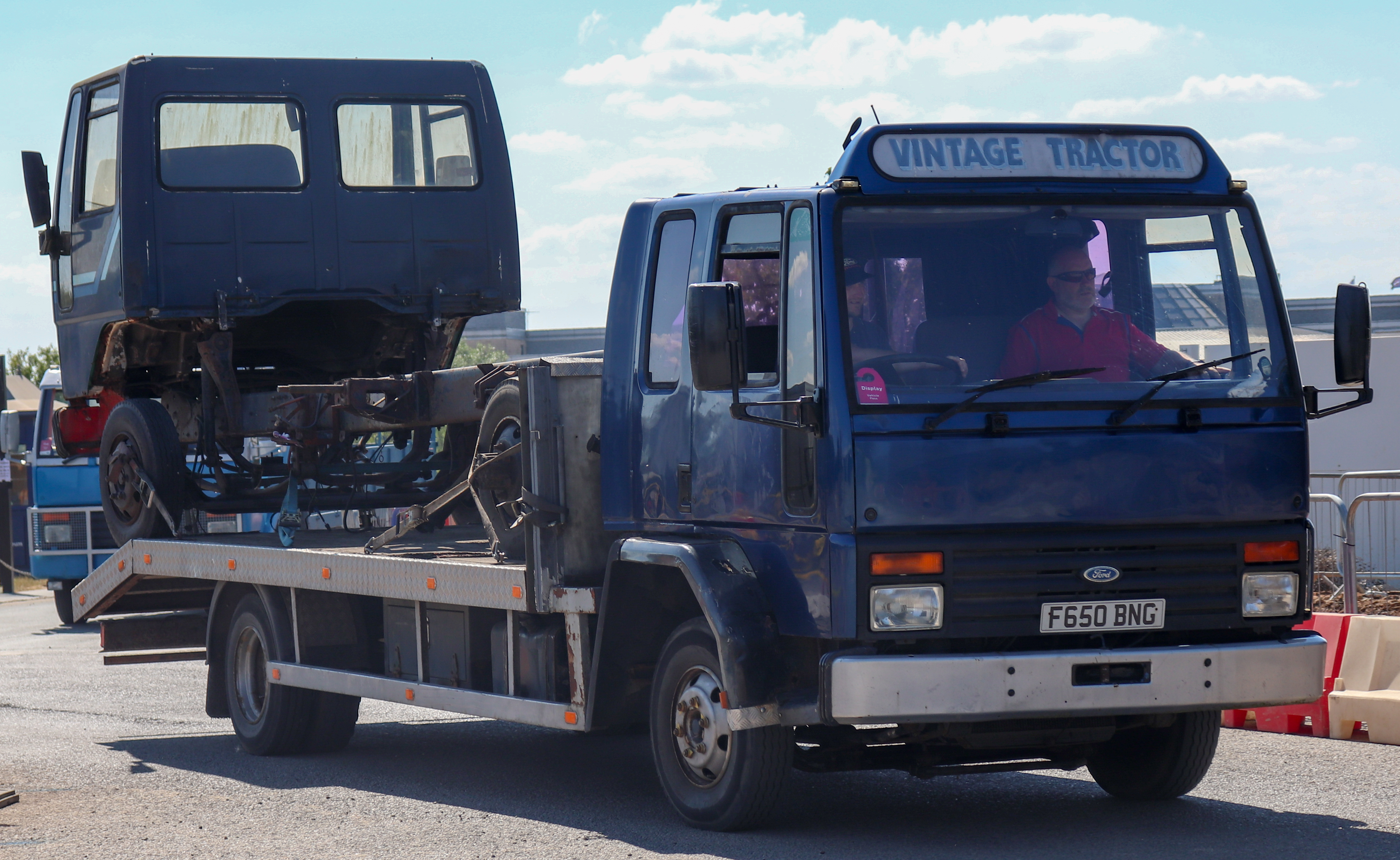
1989年型イヴェコ・フォード製カーゴ6.2型
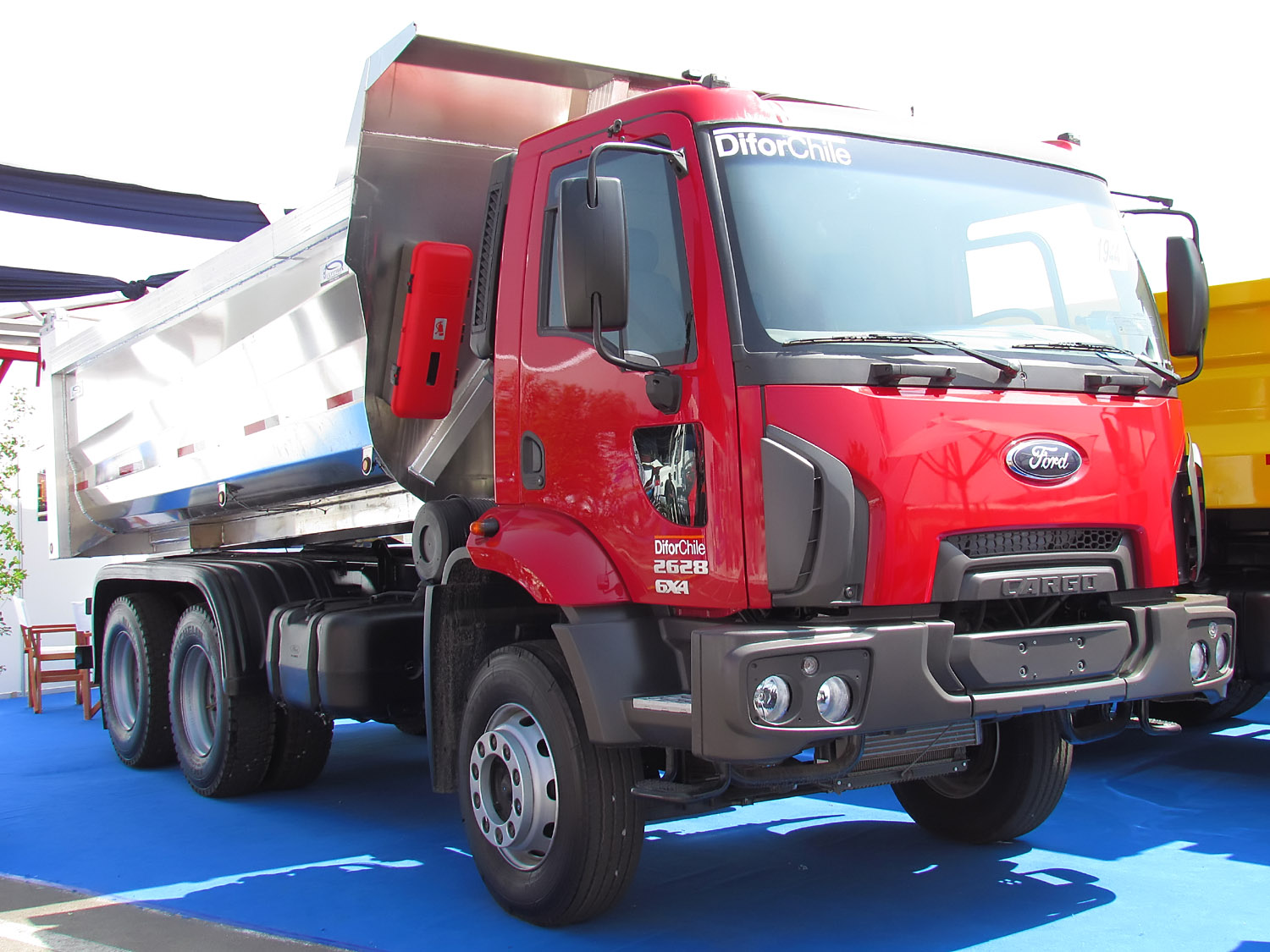
2012年型カーゴ2628型6×4駆動
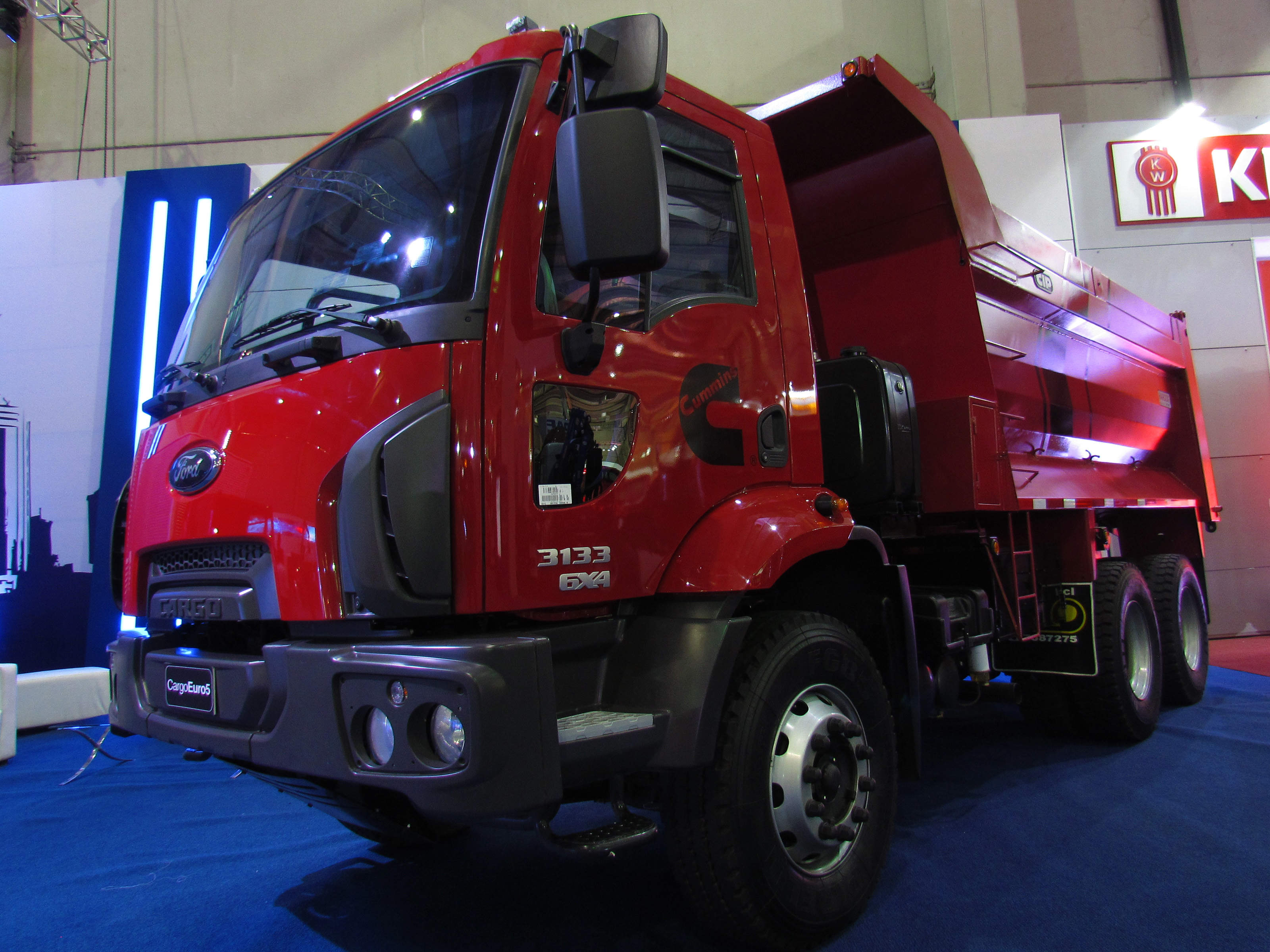
カーゴ3133型6.4駆動
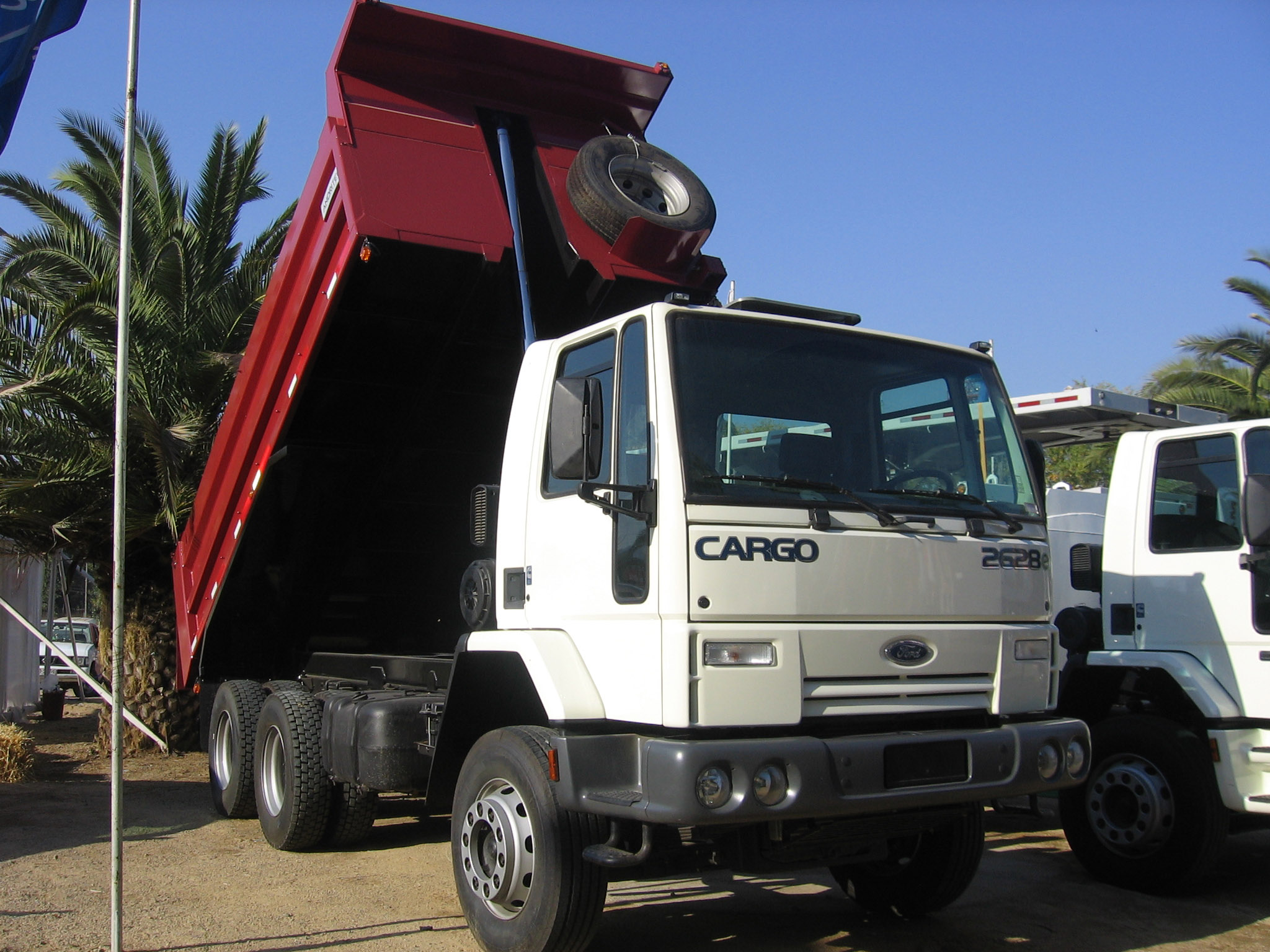
2008年型カーゴ2628e型